# Cossebaude (Ortschaft)
Cossebaude ist eine Ortschaft von Dresden und liegt im Nordwesten der sächsischen Landeshauptstadt. Es setzt sich zusammen aus den Ortsteilen Cossebaude, Neu-Leuteritz, Niederwartha und Gohlis.

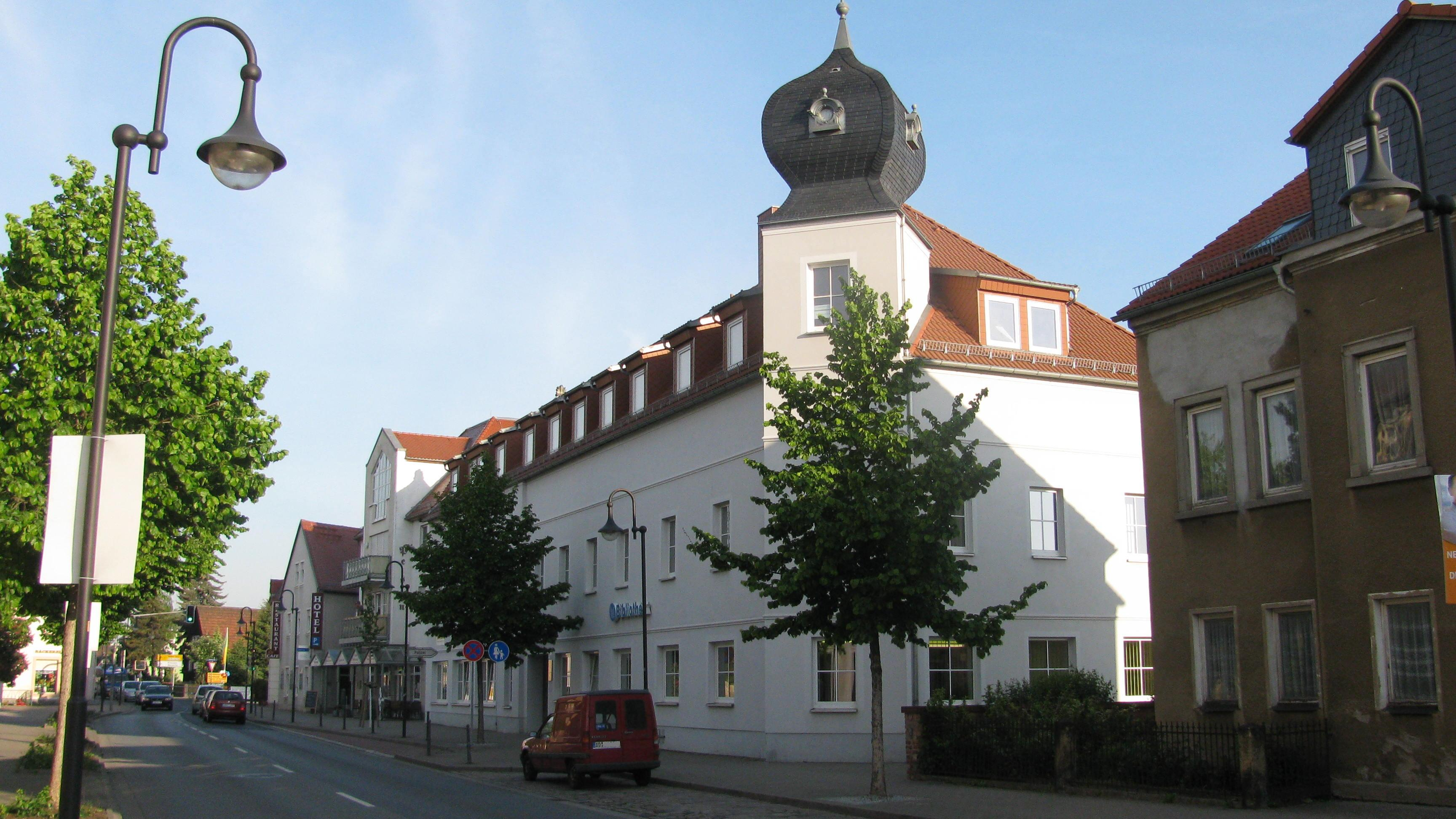
Sitz der Ortschaftsverwaltung von Cossebaude, gelegen an der Bundesstraße 6. Von hier aus wird auch die Ortschaft Oberwartha verwaltet.

## Geographie
Cossebaude liegt im äußersten Nordwesten Dresdens auf der linken Elbseite. Größtenteils befindet es sich im Elbtalkessel, erstreckt sich aber den Elbhang hinauf bis zur Lösshochfläche des Meißner Hochlands. Im Osten grenzt Cossebaude an den Stadtbezirk Cotta, im Süden an die Ortschaft Mobschatz und im Südwesten an Oberwartha, die allesamt ebenfalls zu Dresden gehören. Westlich benachbart liegt die Gemeinde Klipphausen. Die Elbe trennt die Ortschaft Cossebaude im Norden von der Großen Kreisstadt Radebeul und im Osten auf einem 100 m langen Flussabschnitt vom Dresdner Stadtbezirk Pieschen. Wichtigste Gewässer neben der Elbe sind das untere Speicherbecken des Niederwarthaer Pumpspeicherwerks, der abschnittsweise die westliche Ortschafts- und Stadtgrenze bildende Tännichtgrundbach sowie der Lotzebach. Das Gebiet der Ortschaft Cossebaude liegt in Höhen zwischen 101 und 240 m ü. NN. Erstere Angabe bezieht sich auf das Elbufer an der Stadtgrenze in Niederwartha, wobei es sich um den tiefstgelegenen natürlichen Punkt in der Landeshauptstadt handelt. Cossebaude hat Anteil am Landschaftsschutzgebiet Linkselbische Täler zwischen Dresden und Meißen.

## Politik
| Ortschaftsratswahl Cossebaude 2024Wahlbeteiligung: 73,2 % 50403020100 47,7 %29,4 %8,3 %5,4 %4,0 %3,8 %1,4 % CDUAfDGrüneSPDFWFREIE BÜRGER DRESDENFDPGewinne und Verlusteim Vergleich zu 2019 %p 8 6 4 2 0 −2 −4+2,4 %p+6,9 %p−2,3 %p−2,1 %p+4,0 %p+3,8 %p−2,0 %pCDUAfDGrüneSPDFWFREIE BÜRGER DRESDENFDP | Sitzverteilung im Ortschaftsrat Cossebaude seit 2024Insgesamt 10 Sitze - Grüne: 1 - SPD: 1 - CDU: 5 - AfD: 3 |

## Geschichte
Die heutige Ortschaft Cossebaude entstand 1974 durch den Zusammenschluss der Gemeinden Niederwartha (mit Ortsteil Gruna und dem bis 1954 zu Radebeul gehörenden Gebiet Am Fährhaus), Gohlis (Ortsteile Nieder- und Obergohlis) und Cossebaude (mit dem vier Jahre zuvor eingemeindeten Neu-Leuteritz). Am 1. Januar 1994 kam dann Oberwartha hinzu, das aber einen Status als selbstständige Ortschaft innerhalb der Gemeinde Cossebaude erhielt. Als die Gemeinde Cossebaude am 1. Juli 1997 nach Dresden eingemeindet wurde, schied Oberwartha wieder aus dem Gemeindeverband aus und wurde als eigenständige Ortschaft ebenfalls in die Landeshauptstadt aufgenommen. Die Gemeinde Cossebaude heißt seither Ortschaft Cossebaude und gehört zum Dresdner statistischen Stadtteil Cossebaude/Mobschatz/Oberwartha.

## Einwohnerentwicklung
| Jahr   | Einwohner                   |
| ------ | --------------------------- |
| 1964   | siehe Cossebaude (Ortsteil) |
| 1990 ¹ | 4200                        |
| 1991 ¹ | 4419                        |
| 1992 ¹ | 4539                        |
| 1993 ¹ | 4601                        |
| 1994 ² | 5028                        |
| 1995 ² | 5188                        |
| 1996 ² | 5297                        |
| 1997 ² | 5371                        |

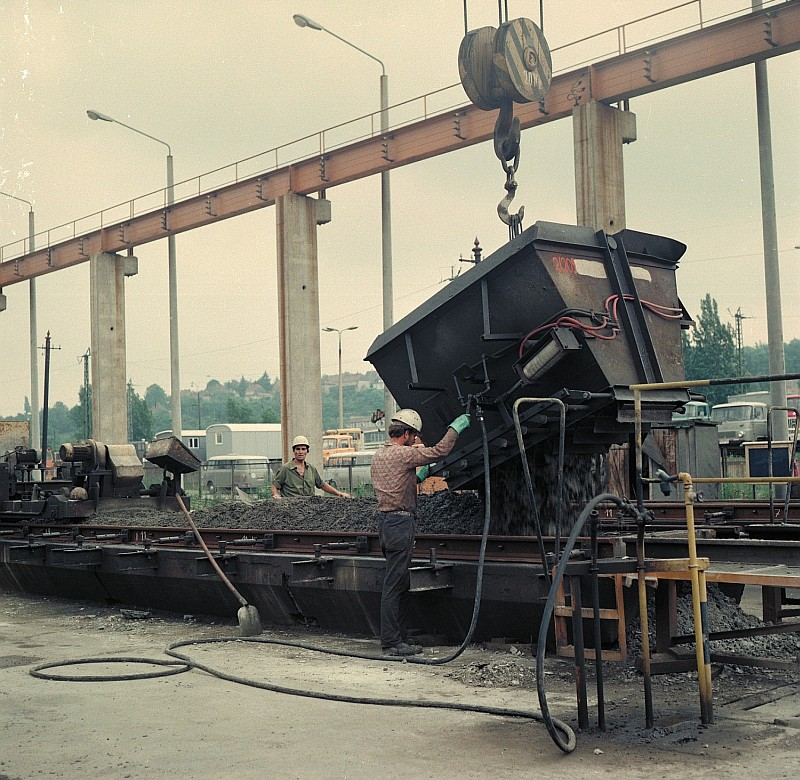
VEB Betonleichtbaukombinat Dresden – Betonwerk Cossebaude (1978)

¹ mit Neu-Leuteritz, Gohlis und Niederwartha
² mit Neu-Leuteritz, Gohlis, Niederwartha und Oberwartha
| Jahr | Einwohner |
| ---- | --------- |
| 2000 | -         |
| 2001 | -         |
| 2002 | 5.295     |
| 2003 | 5.237     |
| 2004 | -         |
| 2005 | -         |
| 2006 | 5.324     |
| 2007 | 5.331     |
| 2008 | 5.371     |
| 2009 | 5.418     |

| Jahr | Einwohner |
| ---- | --------- |
| 2010 | 5.445     |
| 2011 | 5.510     |
| 2012 | 5.591     |
| 2013 | 5.641     |
| 2014 | 5.656     |
| 2015 | 5.647     |
| 2016 | 5.698     |
| 2017 | 5.758     |

## Verkehr
Der Bahnhof Cossebaude liegt an der Bahnstrecke Berlin–Dresden.